# Thionville
Thionville [tjɔ̃ˈvil] (deutsch Diedenhofen) ist eine französische Stadt mit 42.778 Einwohnern (Stand 1. Januar 2022) im Département Moselle in der Region Grand Est (bis 2015 Lothringen).
Im moselfränkischen Dialekt, der noch von den Älteren gesprochen wird und dem Luxemburgischen sehr ähnlich ist, wird die Stadt Diddenuewen genannt. Die Einwohner nennen sich Thionvillois.

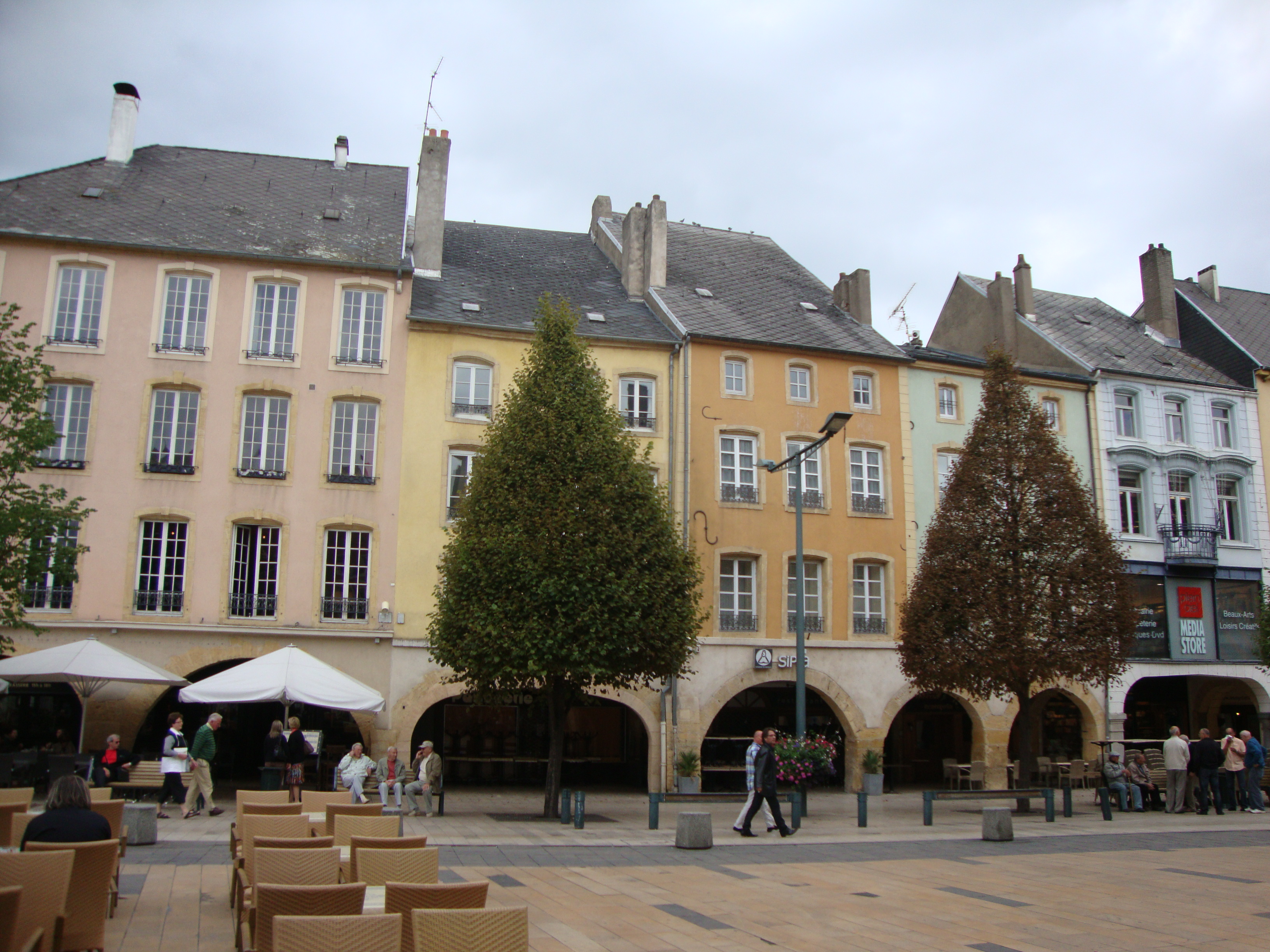
Place du Marché – Marktplatz

## Geographische Lage
Die Stadt liegt in Lothringen an der Mosel auf 155 m ü. NHN., etwa 28 km nördlich von Metz.

## Ortsteile
| - Beuvange-sous-Saint-Michel (Bevingen vor Sankt Michel) - Elange (Ellingen) - Garche (Garsch) - Guentrange (Gentringen) - Metzange (Metzingen) | - Kœking (Kechingen) - Œutrange (Ötringen) - Veymerange (Weimeringen) - Volkrange (Volkringen) |

Quelle: Landkartenarchiv 1893

## Geschichte

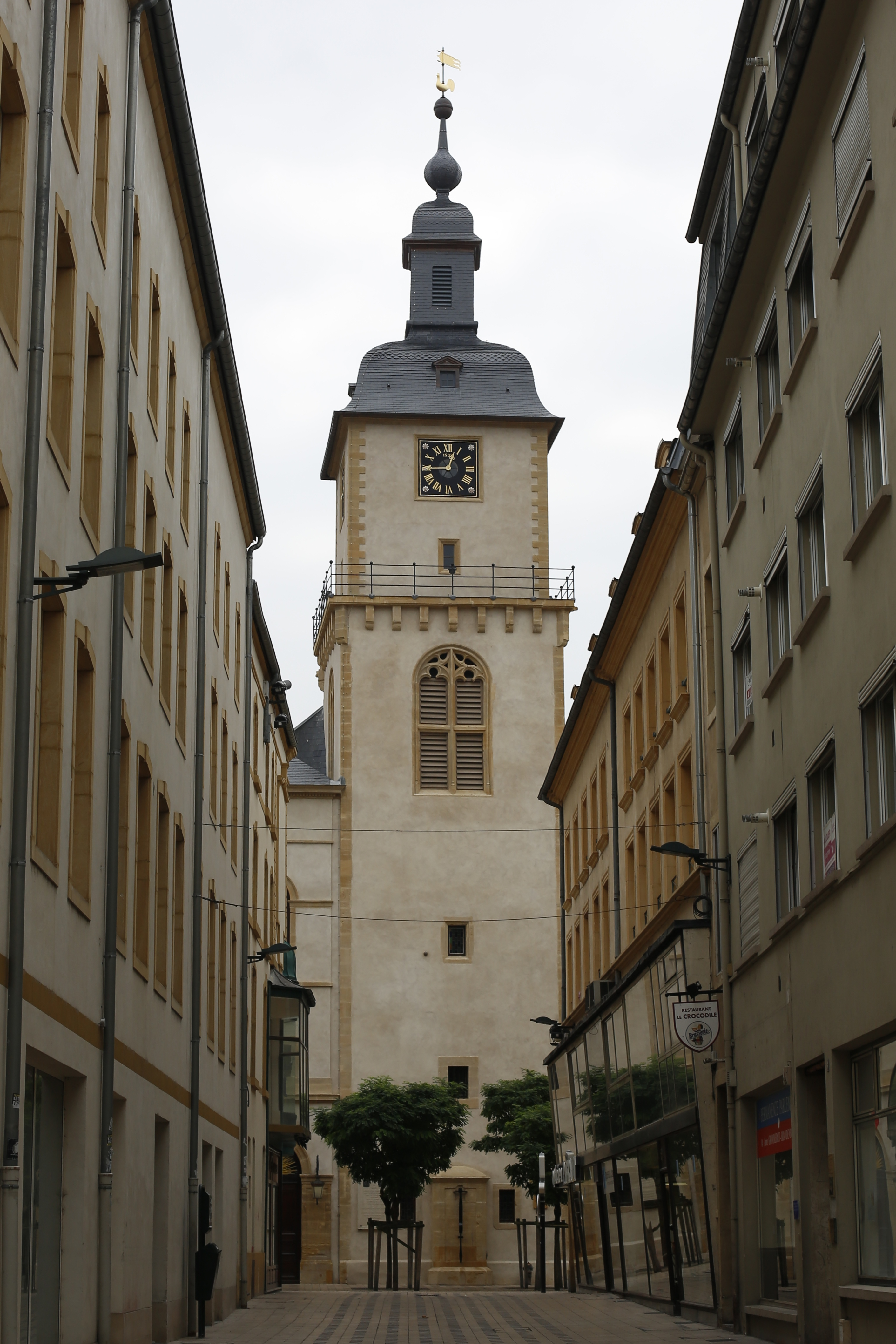
Rue de la Tour mit dem Belfried

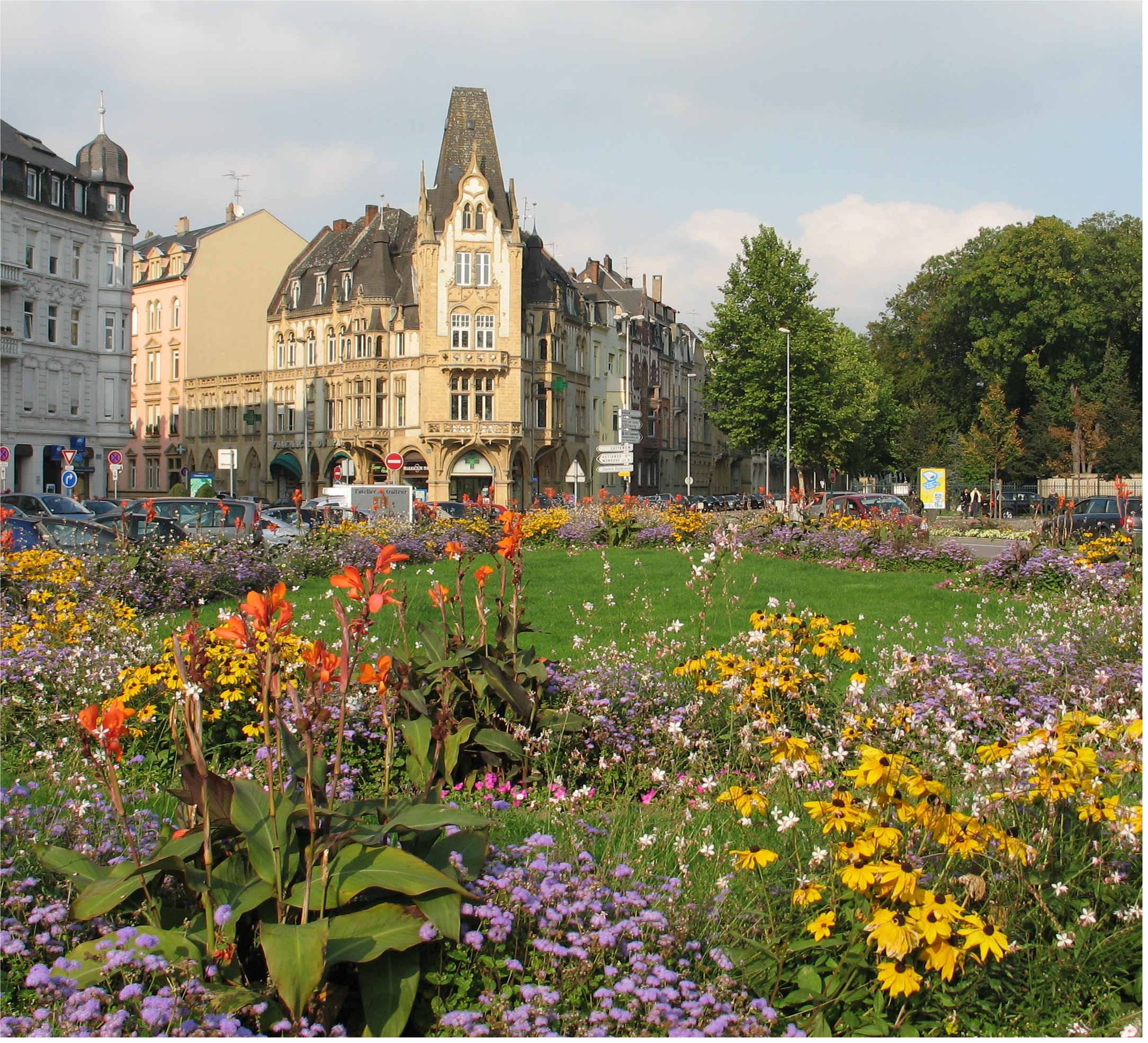
Platz Square du 11 Novembre

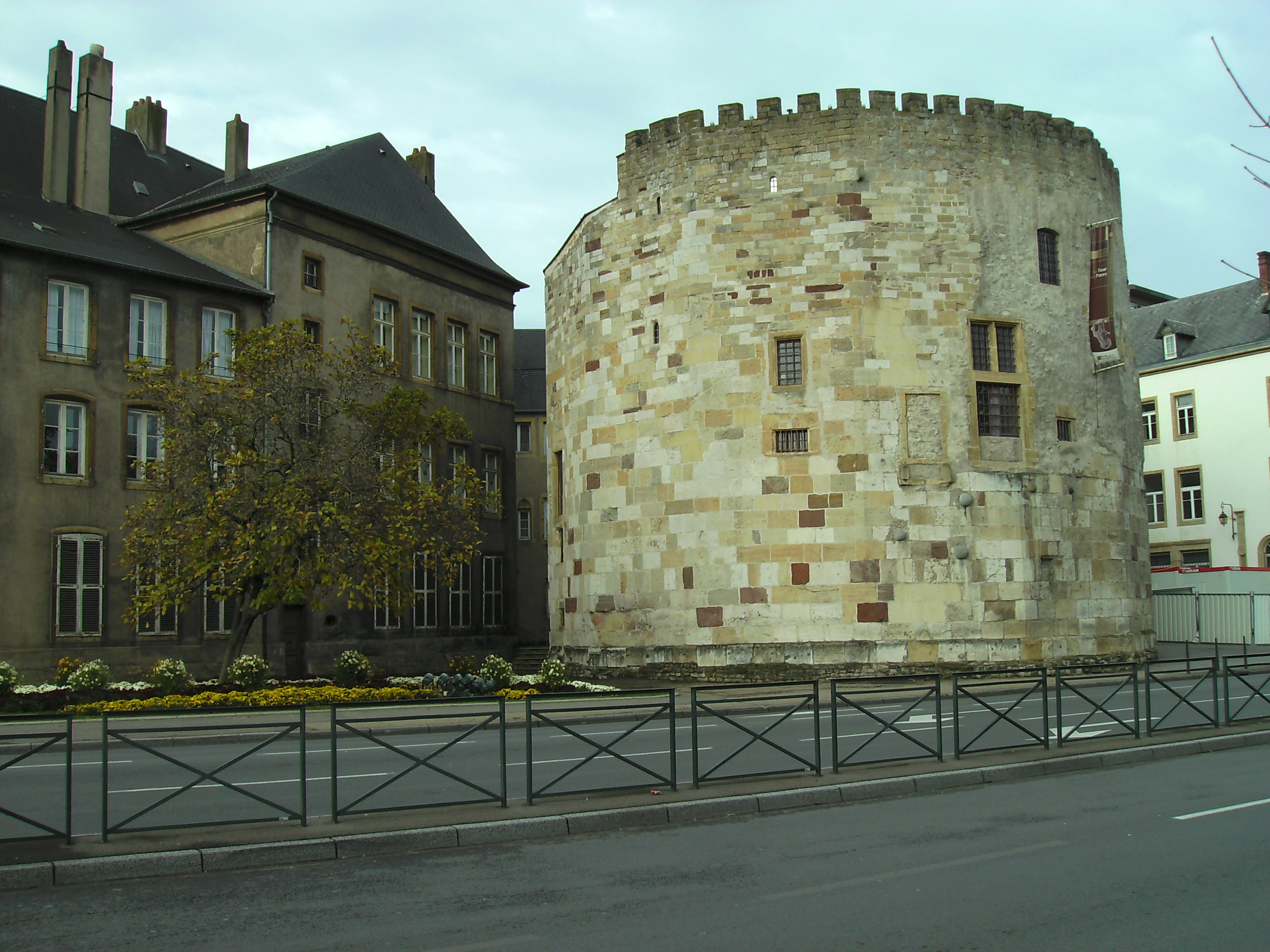
Wehrturm Tour aux Puces (Flohturm) vor dem Schloss der Grafen von Luxemburg

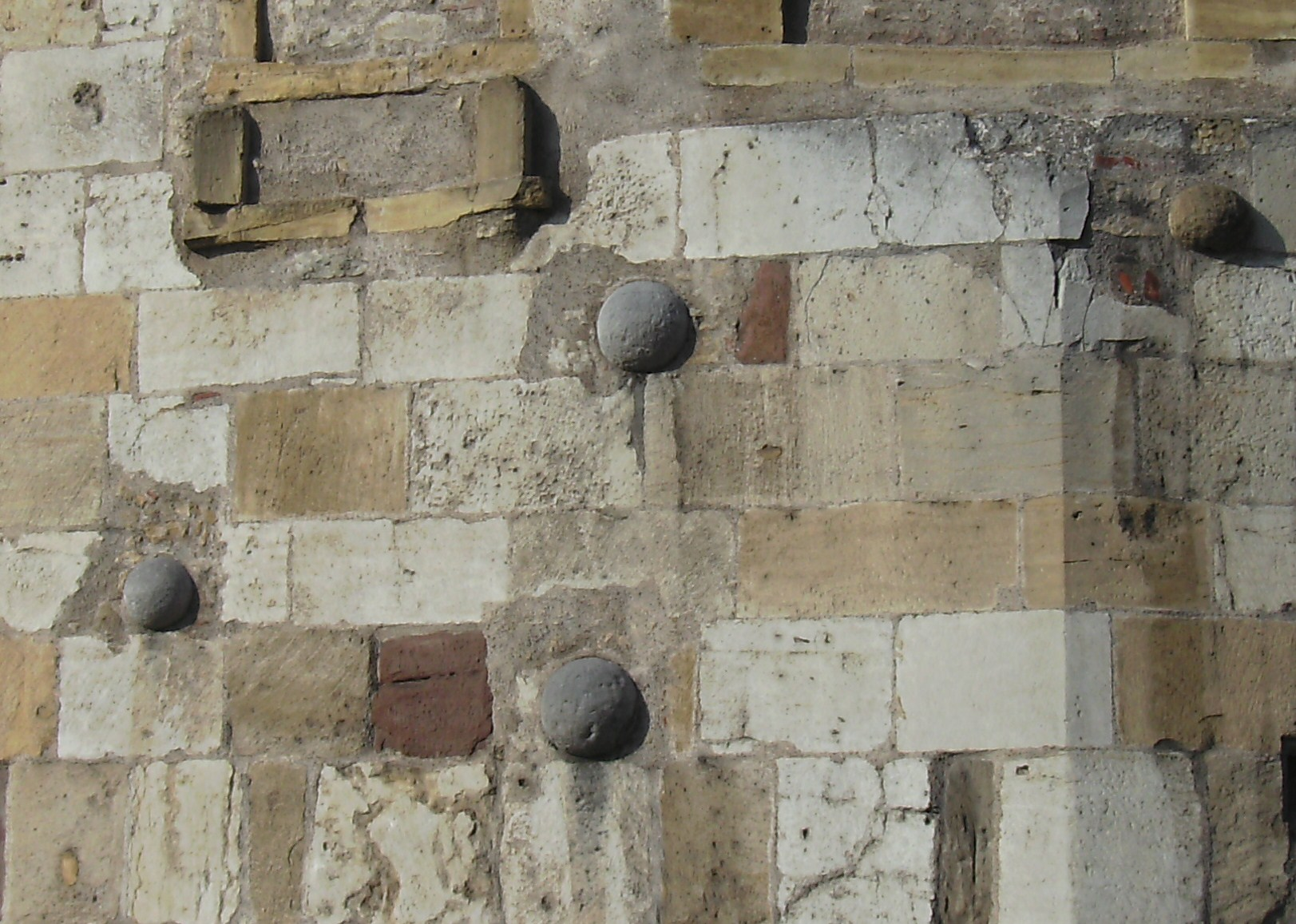
Kanonenkugeln am Tour aux Puces

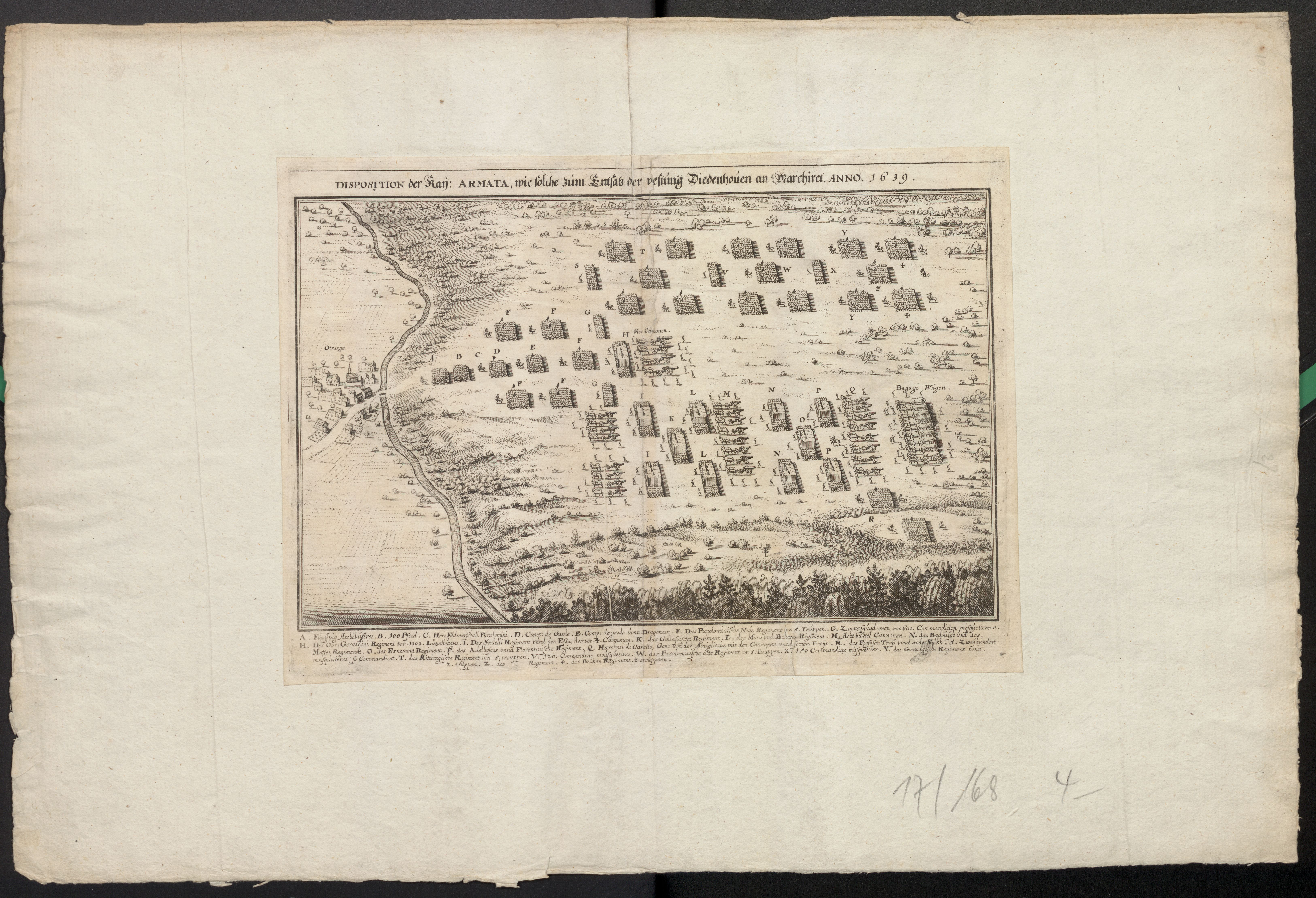
Aufmarsch des kaiserlichen Heeres zur Unterstützung der Festung Thionville 1639

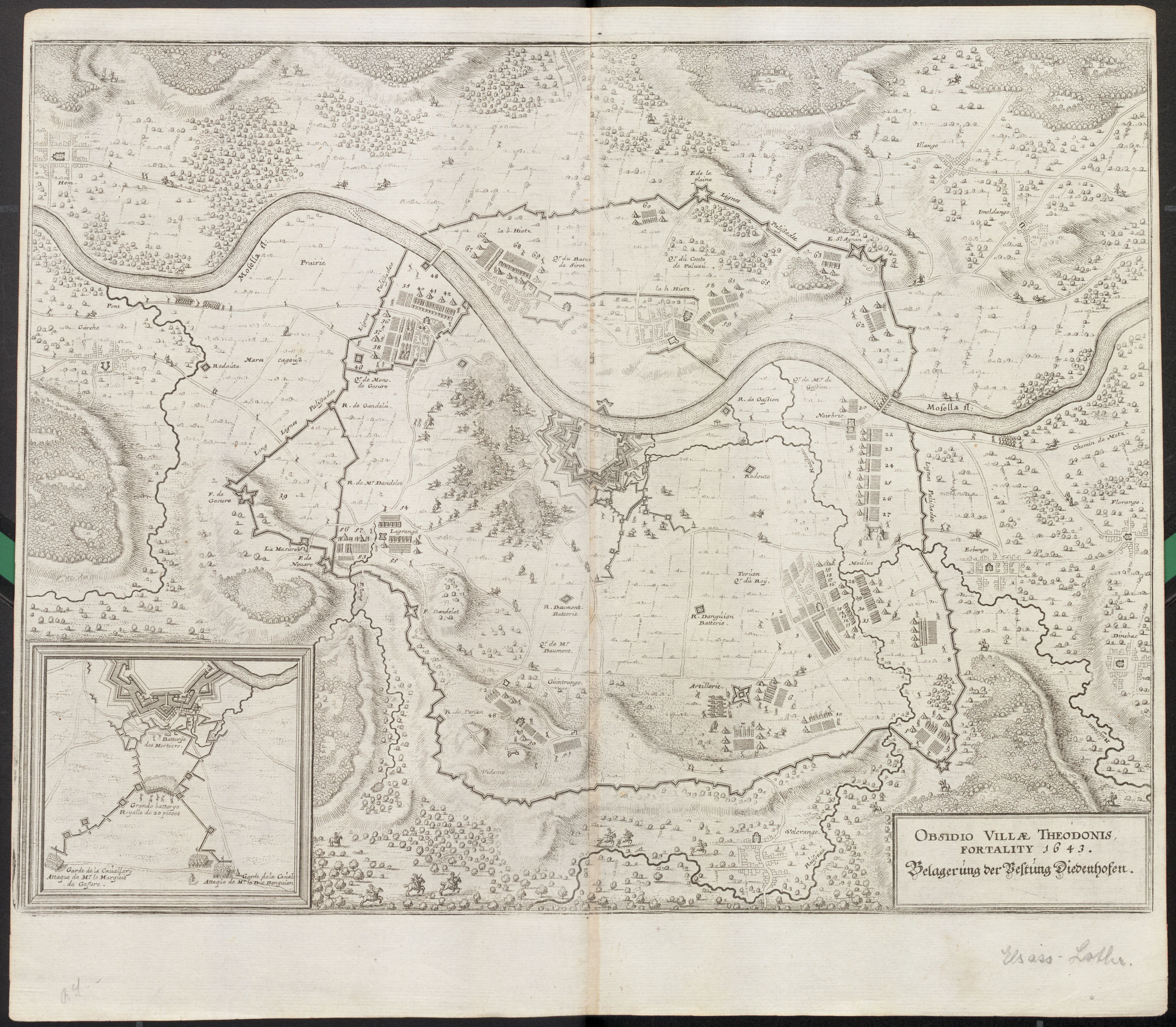
Belagerung der Festung Thionville 1643

Thionville bestand schon zur Zeit der Merowinger und wurde in Urkunden als Theudonevilla, Totonisvilla, Thionisvilla (1236) und Theodunvilla erwähnt. Erste urkundliche Erwähnung fand der Ort 752 als Theudonis villa. Unter dieser Bezeichnung ist er auch mehrfach in den Fränkischen Reichsannalen und im Lorscher Codex erwähnt. Spätere Bezeichnungen waren Dietenhoven (707), Didenhowen (962), Duodinhof/Duodenhof (11. Jh.), Diesenhoven (1023), Ditdenhof (1033), Dydenhowen (1346), Dutenhofen (1357), Diedzhofen (1431), Diedenhoven (1449), Dietenhoben (1576), Dudenhoffen (1606), Diedenhoben (1612). In der Zimmerischen Chronik lautet der Ortsname Diedenhoffen.
Der Ort war bereits zur Zeit Pippins des Jüngeren eine königliche Pfalz. In ihr wurden mehrere Hoftage abgehalten, zum Beispiel 835, als Bischof Radolt von Verona anwesend war und die Absetzung Ludwigs des Frommen für ungültig erklärt wurde. Pippins Sohn Karl der Große weilte mehrfach in der dortigen Pfalz, „villa Theodonis villa“ (sic!). Am 24. Dezember 805 erließ er in Thionville das nach der Stadt benannte Diedenhofener Kapitular.
Durch den Vertrag von Meerssen 870 kam das Gebiet mit Luxemburg zum Ostfrankenreich; im 13. Jahrhundert wurde die Stadt von dem Grafen von Luxemburg befestigt. Sie blieb bis 1462 im Besitz der Herzöge von Luxemburg. Bis 1477 gehörte es dann dem Herzog von Burgund und von 1477 bis 1643 den Habsburgern.
1558 erlebte Diedenhofen zum Ende der Italienischen Kriege zwischen Frankreich und Habsburg eine erste Belagerung durch französische Truppen unter dem Herzog von Guise. Während des Französisch-Spanischen Krieges (1635–1659) kam es 1639 zu einer erneuten Belagerung der Stadt unter Manassès de Pas, Marquis de Feuquières, dessen Truppen von einem überlegenen kaiserlichen Heer auf Seiten der Spanier unter General Ottavio Piccolomini in der Schlacht bei Diedenhofen am 7. Juni 1639 geschlagen wurden. Doch schon wenige Jahre später wurde die Stadt am 10. August 1643 nach einer weiteren Belagerung endgültig von französischen Truppen erobert.
Durch den Pyrenäenfrieden wurde Diedenhofen am 7. November 1659 von Frankreich annektiert, was 1678 im Frieden von Nimwegen bestätigt wurde.

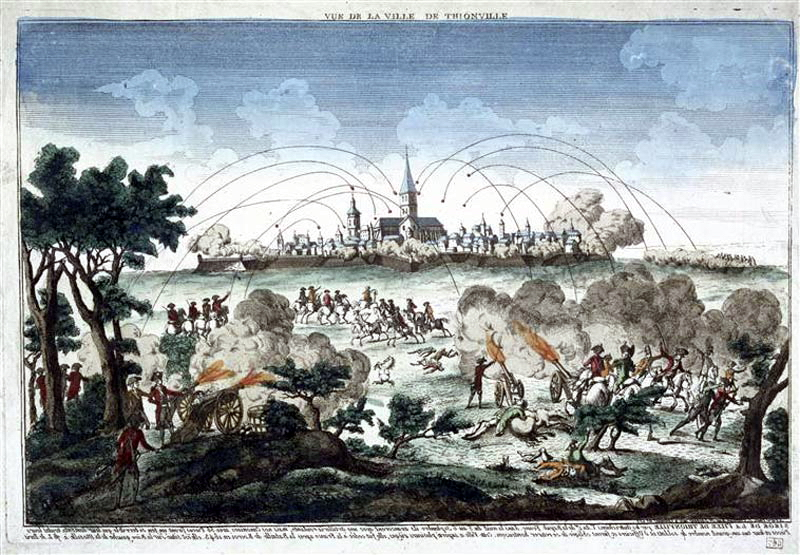
Belagerung von Diedenhofen durch die preußische Armee unter dem Herzog von Braunschweig am 5. und 6. September 1792 (zeitgenössische Darstellung)

Im Jahr 1792 begann der Feldzug des Herzogs von Braunschweig zur Rückeroberung des Throns von König Ludwig XVI. mit der Belagerung von Thionville, deren Besatzung für die Französische Revolution eintrat. Die Belagerung, die am Ende scheiterte, gab dem Ancien Régime einen Vorgeschmack auf den erbitterten Widerstand der Revolutionsarmee, der in der Kanonade bei Valmy gipfeln sollte. Im Jahr 1861 hatte Thionville 7818 Einwohner.
Im Deutsch-Französischen Krieg von 1870/71 wurde die Stadt während der Belagerung durch preußische Truppen stark beschädigt. Die Festung kapitulierte am 25. November 1870, über 4000 Franzosen gingen in Gefangenschaft. Diedenhofen musste am 10. Mai 1871 aufgrund des Frankfurter Friedens an das neue Deutsche Kaiserreich abgetreten werden und wurde Bestandteil des Reichslandes Elsaß-Lothringen. Die zweisprachige Höhere Schule, die sich während der Kriegshandlungen aufgelöst hatte, wurde 1872 neu eingerichtet, zunächst mit einer Sexta und Quinta.
Um 1900 hatte Diedenhofen eine evangelische und drei katholische Kirchen, eine Synagoge, ein Gymnasium, eine Bergschule, eine landwirtschaftliche Winterschule, ein Hauptzollamt, ein Theater und war Sitz eines Amtsgerichts.
Gegen Ende des Ersten Weltkriegs besetzten am 22. November 1918 französische Truppen die Stadt. Durch den Versailler Vertrag, der die Abtretung des Reichslandes Elsaß-Lothringen an Frankreich bestimmte, kam Diedenhofen 1919 an Frankreich. 
In der Zeit der deutschen Besatzung im Zweiten Weltkrieg ab 1940 war das CdZ-Gebiet Lothringen verwaltungstechnisch wieder Teil des Deutschen Reichs, obwohl keine formale Annektierung erfolgte. Im gleichen Jahr wurden 30 jüdische Familien deportiert und die Synagoge von Thionville niedergebrannt und abgetragen. 1944 nahmen US-amerikanische Truppen Thionville ein, das seitdem wieder zu Frankreich gehört. Noch im Winter 1944/45 wurde für sogenannte Displaced Persons das DP-Lager Nr. 8 eingerichtet, das in den folgenden Jahren tausende ehemalige KZ-Häftlinge und Kriegsgefangene aufnahm.
In Thionville erlebte in den Nachkriegsjahrzehnten der Trente Glorieuses einen Wirtschaftsaufschwung. In den 1960er Jahren kamen italienische Arbeiter. Danach begann in den 1970er Jahren der Niedergang der dominierenden Schwerindustrie, vor allem im Abbau von Eisenerz (Minette), sodass die Stadt und die gesamte Region mit einem schwierigen Strukturwandel und hoher Arbeitslosigkeit zu kämpfen haben.

## Demographie
| Jahr | Einwohner | Anmerkungen |
| ---- | --------- | --- |
| 1793 | 05.010    | [ 14 ] |
| 1821 | 05.739    | [ 14 ] |
| 1841 | 05.712    | [ 14 ] |
| 1861 | 07.818    | [ 9 ] |
| 1866 | 07.376    | [ 15 ] [ 14 ] |
| 1871 | 08.121    | mit der Garnison (1879 Mann), auf einer Fläche von 1662 ha, in 772 Gebäuden, darunter 291 Evangelische, ein Mennonit und 187 Israeliten                             |
| 1872 | 07.155    | am 1. Dezember, in 722 Häusern; |
| 1880 | 07.155    | am 1. Dezember, auf einer Fläche von 1662 ha, in 737 Wohnhäusern, davon 5682 Katholiken, 1264 Protestanten und 183 Juden                                            |
| 1885 | 08.111    | davon 6137 Katholiken, 1822 Evangelische und 149 Juden |
| 1890 | 08.923    | [ 9 ] |
| 1900 | 10.062    | mit der Garnison (zwei Bataillone Infanterie Nr. 135, ein Dragonerregiment Nr. 6 und zwei Kompagnien Fußartillerie Nr. 8), darunter 2727 Evangelische und 158 Juden |
| 1905 | 11.948    | [ 9 ] |
| 1910 | 14.184    | davon 10.125 Katholiken, 3.692 Evangelische und 332 Juden; 1.659 französischer und 673 italienischer Muttersprache                                                  |

| Jahr      | 1962   | 1968   | 1975   | 1982   | 1990   | 1999   | 2007   | 2019   |
| --------- | ------ | ------ | ------ | ------ | ------ | ------ | ------ | ------ |
| Einwohner | 31.811 | 37.079 | 43.020 | 40.573 | 39.712 | 40.907 | 40.910 | 40.778 |

## Wappen
Ab dem Ende des 13. Jahrhunderts trug die Ortschaft ein Wappen mit drei Türmen. Die dreitürmige Burg in Gold auf blauem Grund wurde entsprechend dem Zeitgeist unterschiedlich dargestellt. Die heraldische Kommission des Départements Moselle legte das aktuelle Wappen anhand eines Siegels von 1430 fest, das im Archiv der Regierung von Luxemburg aufbewahrt ist.

## Politik

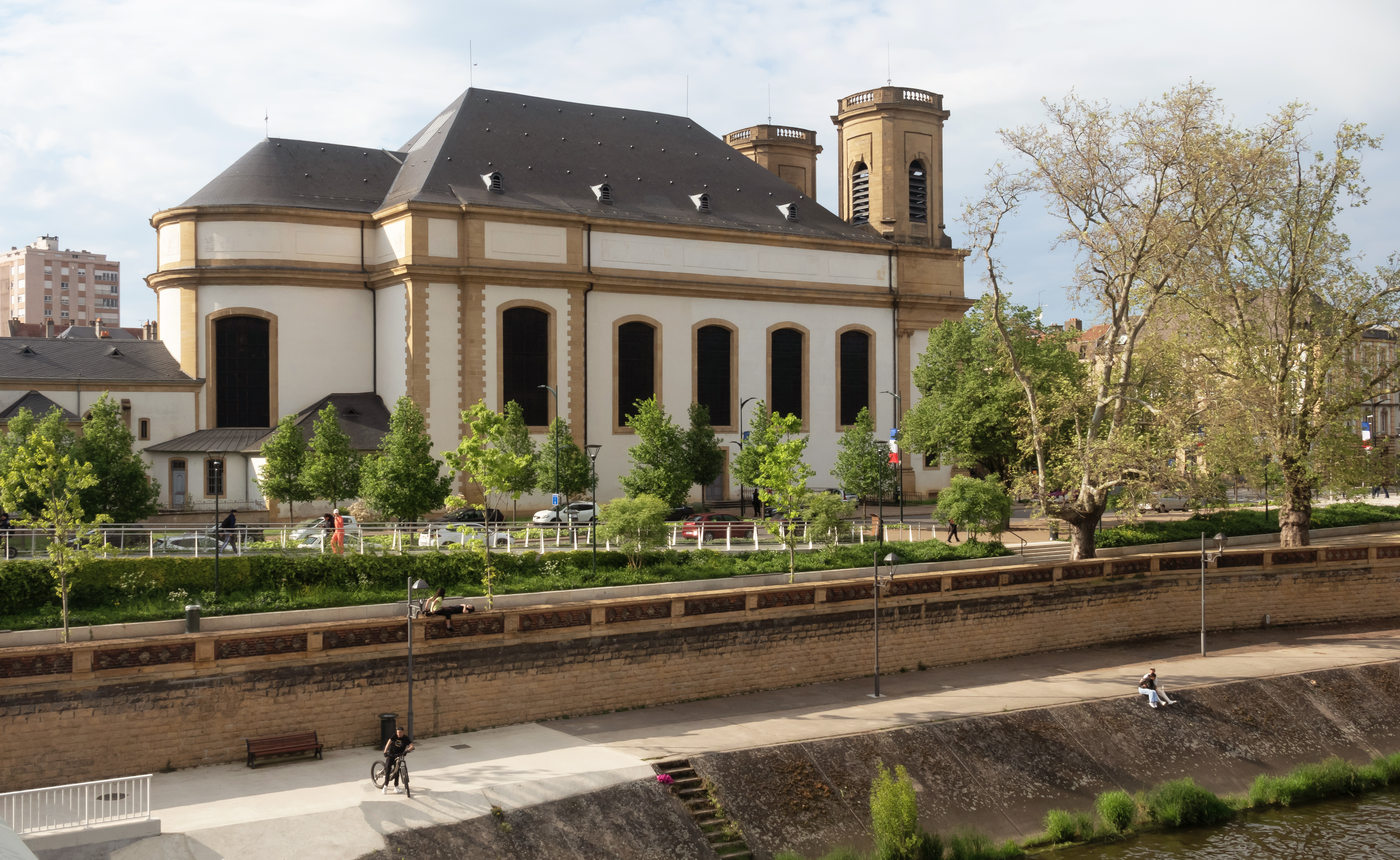
Thionville, Kirche (l’église paroissiale Saint-Maximin) von der Brücke über die Mosel

### Bürgermeister
Vom Mai 2015 bis zu ihrem Tod im April 2016 war die hier geborene Politikerin Anne Grommerch Bürgermeisterin (Maire) der Stadt. Sie gehörte der Partei Les Républicains an. Ihr Nachfolger wurde Pierre Cuny.

### Städtepartnerschaft
- Gao in Mali

## Kultur und Sehenswürdigkeiten

Hôtel de Ville (Neues Rathaus, ehem. Klarissinnenkloster)

Postamt

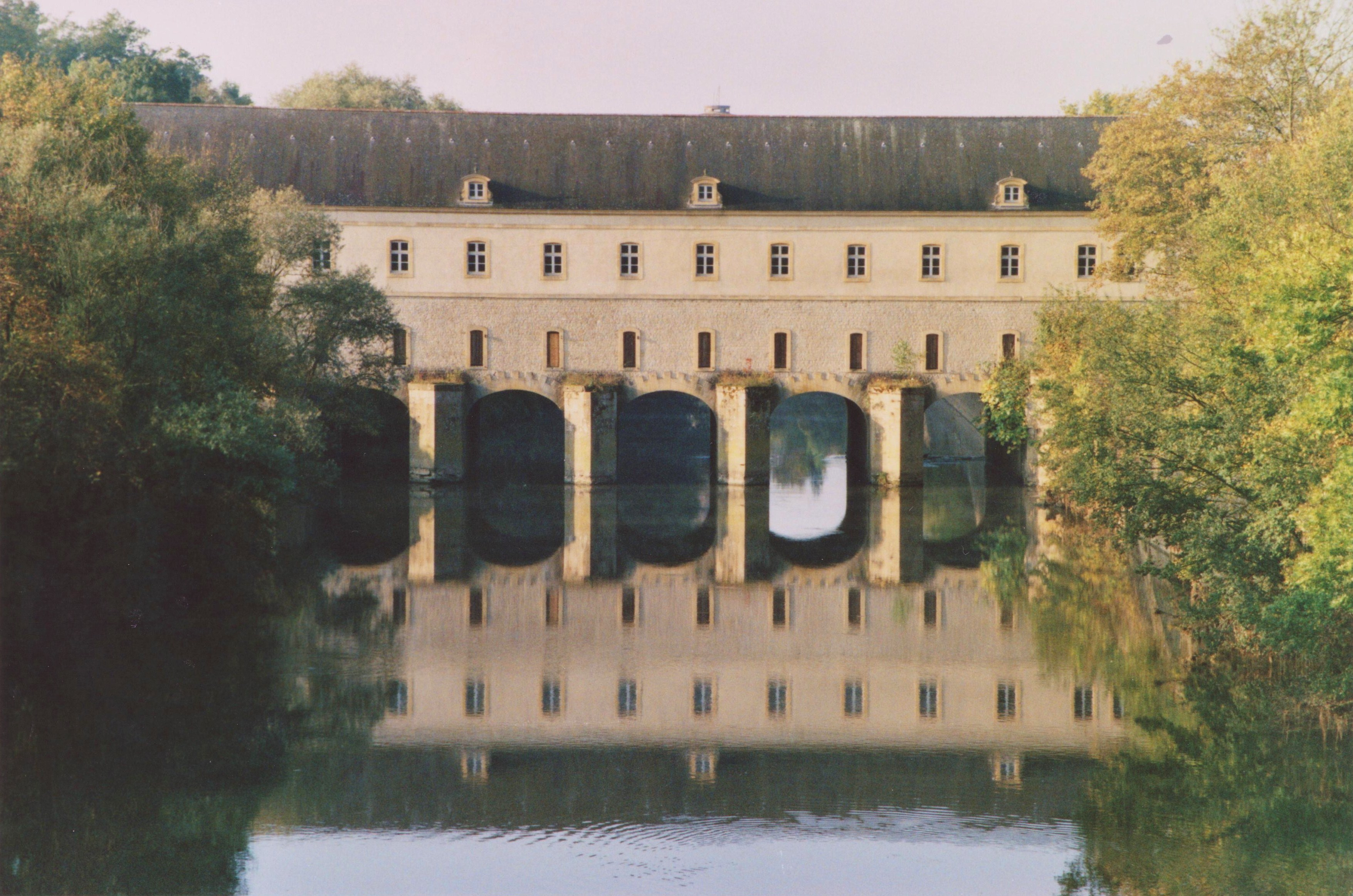
Schleusenbrücke Pont de Cormontaigne über den Canal des fortifications

### Museen
- Musée de la Tour aux Puces oder Musée du Pays Thionvillois, (Museum im Flohturm, s. u.) Dauerausstellung archäologischer Funde der Region aus der Zeit der Vorgeschichte bis zur Renaissance, Wechselausstellungen zur Heimatkunde
- Musée de la résistance et de la déportation

### Bauwerke
Thionville verfügt über eine erstaunlich gut und vielfältig erhaltene Bausubstanz. Trotz Kriegszerstörungen blieben zahlreiche Bauten erhalten oder sie wurden wieder restauriert. In der Regel handelt es sich um Bürgerhäuser und Villen aus der Wilhelminischen Ära wie auch aus dem Fin de Siècle. Das ansonsten gut erhaltene Stadtbild wird allerdings durch etliche deplatziert wirkende moderne Hochhausbauten gestört.
- Belfried aus dem 14. Jahrhundert
- La Poste (alte Post am Place de la République, Jahrhundertwende 19./20. Jahrhundert)
- Tour aux Puces (Flohturm), ursprünglich Bergfried, ab 11./12. Jahrhundert
- Autel de la Patrie (Altar des Vaterlandes), in Form eines Obelisken auf dem Platz Claude Arnoult, einziges in Frankreich erhaltenes Exemplar der rund 36.000 Monumente dieser Art, errichtet zur Zeit der Französischen Revolution
- Pfarrkirche St. Maximin, 1755–1759
- Hôtel de Ville (Rathaus, 1634–1637)
- Feste Obergentringen (Fort de Guentrange), 1899–1906 (Lage)
- Schloss Volkrange (Volkringen)
- Ponts-écluse über den Canal des fortifications, zwei Schleusenbrücken, wovon eine als Monument historique klassiert ist, 1746–1752
- Haus Oscar Stephany, 1904 von Karl Griebel errichtet
- Alte Synagoge (1940 zerstört) und Neue Synagoge (1956 erbaut)
- Eltzer Hof

## Wirtschaft, Infrastruktur und Bildung
Etwa acht Kilometer nördlich von Thionville steht das Kernkraftwerk Cattenom.
Die Region ist ein Zentrum der französischen Stahlproduktion. Der Hafen Thionville-Illange ist der größte Binnenhafen Frankreichs für den Transport von metallurgischen Produkten.
Der Bahnhof Thionville ist ein Eisenbahnknoten an der Bahnstrecke Metz–Luxemburg. Hier zweigen die Strecke nach Trier und eine Nebenstrecke nach Bouzonville und Dillingen/Saar ab. Die Autobahn 31 (Autoroute A31) führt auf dem Abschnitt zwischen Metz und Luxemburg direkt durch das Zentrum der Stadt.
Zu den schulischen Einrichtungen Thionvilles zählt das Lycée et Collège Charlemagne.

## Persönlichkeiten
- Johann von Aldringen (1588–1634), deutscher Feldherr des Dreißigjährigen Krieges
- Joseph Bodin de Boismortier (1689–1755), Flötist, Cembalist und Komponist
- François Ignace de Wendel (1741–1795), Industrieller
- Merlin de Thionville (1762–1833), Persönlichkeit der Französischen Revolution
- Isidor Didion (1798–1878), General
- Fidel Hollinger (1818–1889), Buchdrucker und Verleger
- Paul Albert (1827–1880), Literaturhistoriker
- Alphons Victor Müller (1867–1930), Theologe, Journalist und Historiker
- Max von Mertens (1877–1963), deutscher Generalmajor und Kunstmaler
- Bernhard Möllers (1878–1945), deutscher Bakteriologe und Hygieniker
- Max Leven (1882–1938), deutscher Journalist
- Senta Söneland (1882–1934), deutsche Schauspielerin
- Christian Grommes (1884–1951), deutscher Jurist und Politiker
- Wendelin Thomas (* 1884; verschollen, † nach 1947), deutscher Politiker (SPD, USPD, KPD)F
- Otto Koch (1886–1972), deutscher Reformpädagoge
- Hellmuth Volkmann (1889–1940), deutscher Offizier, zuletzt General der Flieger im Zweiten Weltkrieg
- Fritz von der Lancken (1890–1944), deutscher Wehrmachtsoffizier und Widerstandskämpfer
- Willi Kurtz (1892–1974), deutscher Zeitungsverleger
- Joseph Schneider (1900–1986), deutscher Jurist und erster Präsident des Bundessozialgerichts
- Christian Hallier (1901–1978), deutscher Bibliothekar
- Dietrich Beelitz (1906–2002), deutscher Offizier, zuletzt Generalmajor i. G.
- Gerhard Borrmann (1908–2006), deutscher Physiker, Entdecker des Borrmann-Effekts
- Hans Laternser (1908–1969), deutscher Jurist und Strafverteidiger in NS-Prozessen und Kriegsverbrecherprozessen
- Paul Kreber (1910–1989), deutscher Polizeibeamter, der mehrere Familien vor dem Holocaust rettete
- Ernst Otto Haas (1912–1984), deutscher Politiker, Mitglied des Landtags von Schleswig-Holstein
- Ernest Bour (1913–2001), französischer Dirigent
- Henry Anglade (1933–2022), französischer Radsportler
- Bruno Ilien (1959), Autorennfahrer
- Bertrand Mertz (* 1962), Politiker, Bürgermeister von Thionville
- André Dziezuk (* 1966), Komponist
- La Grande Sophie (* 1969), Musikerin und Sängerin
- Michaël Fœssel (* 1974), Philosoph
- Stéphanie Trognon (* 1976), Fußballspielerin und -trainerin
- Frédéric Weis (* 1977), Basketball-Nationalspieler
- Daniel Gomez (* 1979), französischer Fußballspieler
- Aïmen Demai (* 1982), französischer Fußballspieler
- Rémi Ochlik (1983–2012), Fotograf
- Imaad Hallay (* 1984), Sprinter
- Sébastien Feller (* 1991), französischer Schachspieler
- Anaïs Belouassa-Cherifi (* 1995), französische Politikerin
- Amati Schmitt (* 1995), Jazzmusiker
- Gauthier Hein (* 1996), französischer Fußballspieler
- Yann Schrub (* 1996), französischer Langstreckenläufer
- Maïdine Douane (* 2002), algerisch-französischer Fußballspieler

## Trivia
- Karl Mays Fortsetzungsroman Die Liebe des Ulanen spielt vor dem historischen Hintergrund des Deutsch-Französischen Krieges teilweise in Thionville.